# تایلر مور (پاورلیفتر)
تایلر مور (پاورلیفتر) (به انگلیسی: Tyler Moore (powerlifter)) ژیمناست زادهٔ ۲۰ اوت ۱۹۹۳ میلادی اهل کشور ایالات متحده آمریکا است.